# Isjkold
Isjkold (vitryska: Ишкалдзь) är en by i Belarus.   Den ligger i distriktet Baranavіtskі Rajon och voblasten Brests voblast, i den centrala delen av landet, 100 km sydväst om huvudstaden Minsk. Isjkold ligger 157 meter över havet och antalet invånare är 264.

## Natur och klimat
Terrängen runt Isjkold är platt. Runt Isjkold är det ganska tätbefolkat, med 52 invånare per kvadratkilometer.. Närmaste större samhälle är Haradzeja, 12,4 km öster om Isjkold.
Trakten runt Isjkold består till största delen av jordbruksmark.